# Batallón de Infantería de Marina N.º 3
El Batallón de Infantería de Marina N.º 3 «Almirante Eleazar Videla» (BIM3) es una unidad de la Armada Argentina con asiento en la Base Naval Zárate y con dependencia del Comando de la Infantería de Marina.

## Historia
Creado el 15 de julio de 1940 con asiento en la Base Naval Río Santiago. Con posterioridad fue radicado en su actual asiento de la Base Naval Zárate.
A partir de 1975 el Batallón de Infantería de Marina N.º 3 se especializó en operaciones anfibias en grandes ríos y deltas. Participó en operaciones combinadas entre las Armadas Argentina y Paraguaya y el Cuerpo de Marines de los Estados Unidos.

### Lucha contra la subversión
A partir del 1 de enero de 1976 pasó a depender en forma administrativa de la Fuerza de Apoyo Anfibio, mientras que en lo operativo pasó a la Fuerza de Tareas 5, en virtud del Plan de Capacidades de la Armada 1975, a fin de participar de la «Lucha contra la Subversión».
A lo largo de 1976 el BIM3 participó de operaciones antiguerrilleras, además de la Operación Sirena III y la Operación Toba IV.
Tomó parte en operativos conjuntos con el Regimiento de Infantería 7 del Ejército.
El 13 de julio de 1978 el BIM3 comenzó a depender en forma directa del Comando de la Infantería de Marina.

### Guerra de las Malvinas
El comandante de la Infantería de Marina, contraalmirante Carlos Büsser, desplegó una compañía del BIM3 en el Aeródromo de Puerto Calderón, isla Borbón. A mitad de camino en Puerto Argentino la compañía se dividió en secciones y solo una de ellas continuó a la isla Borbón como se había previsto. Al momento del ataque británico en Borbón esa sección se vio superada por el enemigo.